# Шане (Вандеја)
Шане (фр. Chasnais) насеље је и општина у западној Француској у региону Лоара, у департману Вандеја која припада префектури Фонтне ле Конте.
По подацима из 2011. године у општини је живело 672 становника, а густина насељености је износила 62,4 становника/km². Општина се простире на површини од 10,77 km². Налази се на средњој надморској висини од 10 метара (максималној 30 m, а минималној 0 m).

## Демографија
| 1962. | 1968. | 1975. | 1982. | 1990. | 1999. | 2011. |
| ----- | ----- | ----- | ----- | ----- | ----- | ----- |
| 216   | 241   | 285   | 348   | 465   | 480   | 672   |

График промене броја становника у току последњих година